# ラザニア

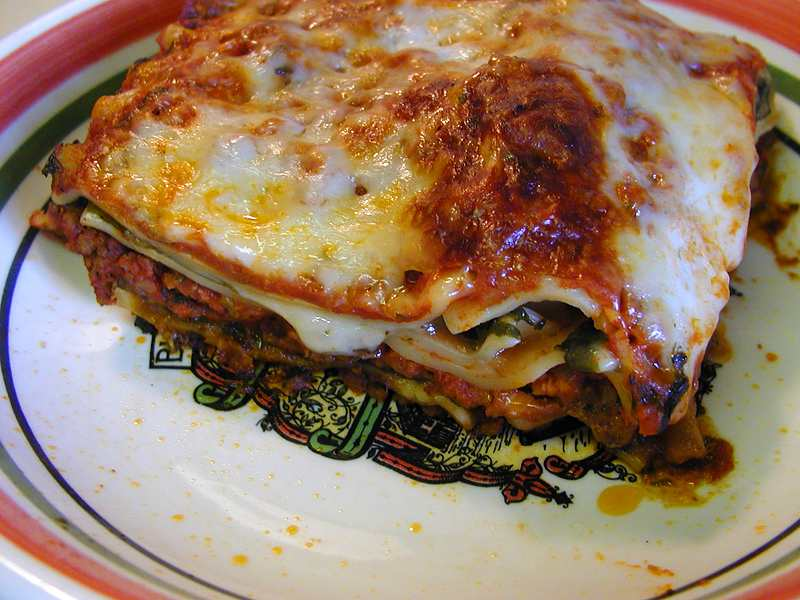
ラザニア

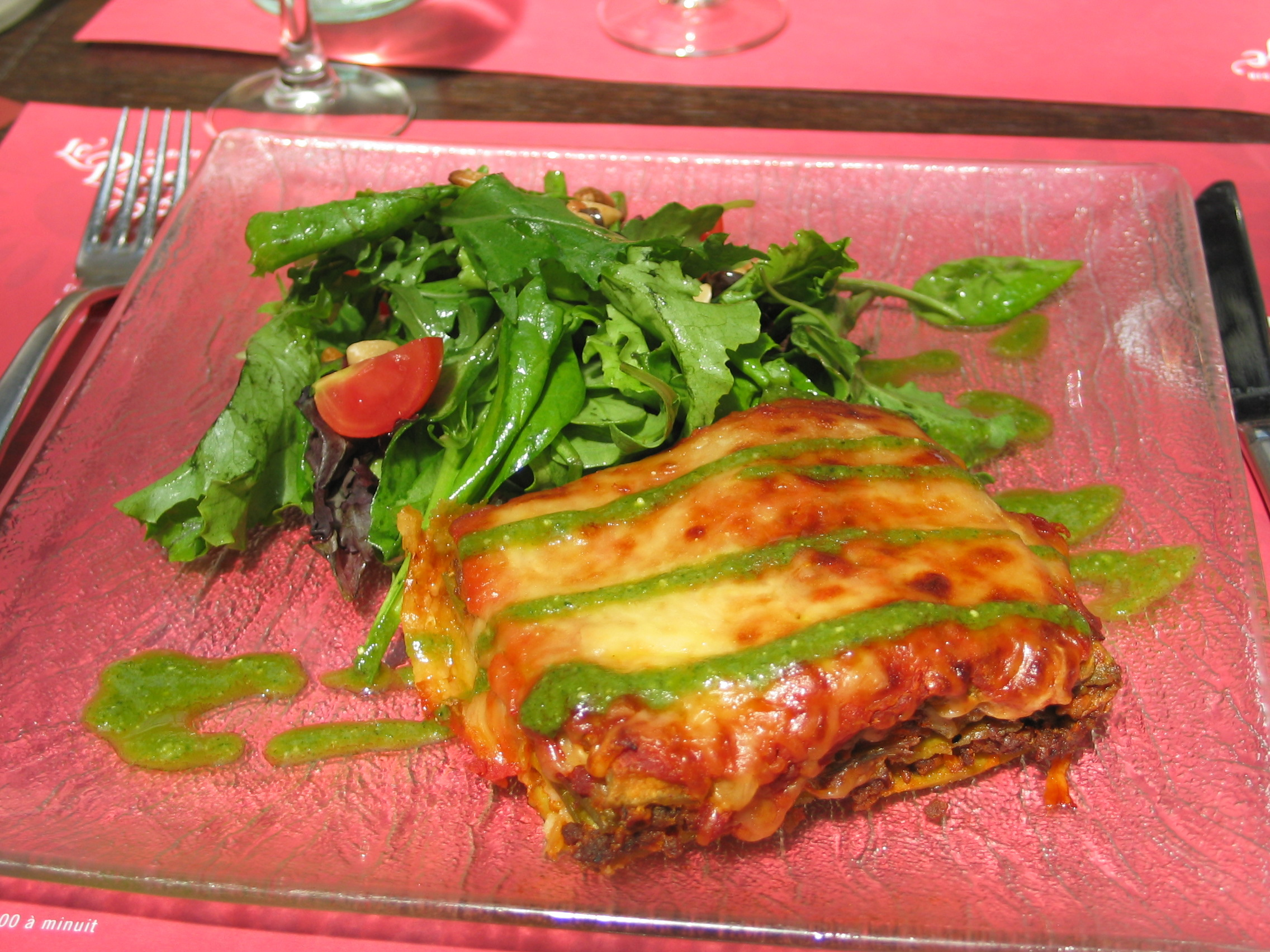
ラザニア

ラザニア（単数形: lasagna）あるいはラザニエ（複数形: lasagne）は、平打ちのパスタの一種、またはそれを用いたパスタ料理。日本語のカタカナ表記としてはラザーニャも使われている。 
料理の場合は、イタリア語で「オーブンで焼き上げたラザニア」を意味するラザニア・アル・フォルノ (lasagna al forno) と呼ぶこともある。深さのある耐熱容器に、ベシャメルソース、ミートソース、ラザニア、チーズを何層か重ね、最上段のベシャメルソースに焼き色がつくようにバターを乗せて、オーブンで焼いたもの。

## 概要
カンパニア州に起源をもつ古くからある形状のパスタである。幅が広く、両端の波打った形が特徴であり、調理した際には波打っている端の部分と中央の滑らかな部分とで食感が異なることが特徴となる。端の波打った部分はソースとの絡まりも良い。
語源はラテン語: Laganaと考えられており、この語はギリシア語の「リボン状にカットした大きなシート」を意味する語に由来している。

## 歴史
ラザニアの起源は古代ローマのラガヌム（laganum）とされている。しかし、調理法は大きく異なり、ラガヌムは揚げ物料理またはパイ料理であったとみられている。ただし、紀元前1世紀の医学書では甘い食べ物に分類され、水気の中で調理される食べ物に列挙されている。
中世イタリアでは宮廷料理人らにより料理書が著されるようになったが、マッケローニ（マカロニ）等の乾燥パスタは歓迎されなかったためかあまり登場しないのに対し、生パスタのラザニアはよく取り上げられた。イタリアの14世紀の『料理の書』（Liber de coquina）にはラザニアの記述があるが発酵させたパスタ地を使った料理である。一方で14世紀には雄鳥の皮など四角いパスタ状のものを使った料理を「ラザニア」と呼ぶ例もあり、揚げ料理にも使われていた。茹でたパスタ料理の呼び名として定着するのは15世紀以降とされている。
日本で製作、放映されたテレビアニメ『宇宙船サジタリウス』で主要登場人物の1人の好物がラザニアと設定されており、この番組でラザニアの存在を知ったという日本の視聴者も多い。

## 料理
数種類のチーズを使うレシピが一般的であり、リコッタチーズ、モッツァレラチーズ、それにパルメザンチーズの3種類を混ぜて使う。ラザニア・アッラ・ボロネーゼ (lasagna alla bolognese) は、パルミジャーノ・レッジャーノのみで作られる。
トマトやほうれん草で色付けしたものなども存在する。たとえばホウレン草と卵を使った「ラザニア・ヴェルデ」（verdeはイタリア語で「緑」の意味）などが知られている。また類似のパスタにラザニアの幅を狭くしたようなラザニエッテ、円筒状の中に具を詰めるカネロニなどがある。
イタリアから広まった料理であるが、現在ではイギリスやアメリカなどでも広く食べられている。アメリカでは全体が波トタン板のように波打っているものが広く使われている。また縁だけ波打っているものもある。イギリスでは複数形で料理とパスタを指す一方、アメリカでは単数形でそれらを指す。